# Segrate
Segrate – miejscowość i gmina we Włoszech, w regionie Lombardia, w prowincji Mediolan.
Według danych na rok 2004 gminę zamieszkiwały 32 142 osoby, 1890,7 os./km².